# Americananti
Americananti è il terzo album dell'hardcore punk band italiana Fall Out, pubblicato nel 2004.

## Tracce
1. Due minuti HC - 2:40
2. Io per te - 3:13
3. Premio produzione - 2:51
4. Colle della battaglia - 3:32
5. Facce da maiali - 4:08
6. In basso - Zona rossa - 4:52
7. Possibile - 3:08
8. Rovescio - 3:40
9. Comunicat(t)ivi - 3:39
10. Americananti 4:28